# 마이크 폰스미스
마이클 알린 폰스미스(영어: Michael Alyn Pondsmith)는 미국의 롤플레잉 게임, 보드 게임 및 비디오 게임 개발자이다. 1982년 R. 탈소리언 게임스를 설립해 기업 대부분의 롤플레잉 게임들을 제작했다.
대표 작품으로 《멕톤 (1982)》, 《사이버펑크 (1988)》와 《캐슬 팔켄스타인 (1994)》이 있다. 그 외 《던전 & 드래곤》 롤플레잉 게임 캠페인 포가튼 렐름과 오리엔탈 어드벤처스에 관여했다.